# Хохлова (Зиминский район)
Хохлова — исчезнувшая деревня (заимка), входившая в состав Услонского сельского поселения Зиминского района Иркутской области. Располагалась недалеко от реабилитационного центра «Сосновая горка» на масляногорском тракте, на берегу протоки Шелохай реки Оки.

## История
Основана в 1840 году. Название происходит, вероятно, от слова «хохол» — «украинец» (основателями населённого пункта были украинцы). В 1920-е-1930-е годы населённый пункт входил в состав Зиминского сельсовета (центр в с. Зима, ныне — микрорайон Старая Зима) Зиминского района. По данным переписи 1926 года, насчитывалось 8 хозяйств, проживало 37 человек (19 мужчин и 18 женщин). В более позднее время насчитывалось 13 домов.
В деревне располагались конный двор, школа, в начале 1940-х также птицеферма и свиноферма, относившиеся к 4-й бригаде колхоза «Коммунар». До вступления в колхоз каждый житель вёл своё хозяйство. В колхозе имущество большинства жителей населённого пункта было отдано в общее пользование. Члены трёх семей были раскулачены.
Населённый пункт перестал существовать в 1964 году в связи с укрупнением колхозно-совхозных хозяйств. Последние домовладения (без постоянного населения) были ликвидированы в 1978 году. На данный момент на этой территории располагается картофельное поле.